# Crystal (hop)
Crystal is een hopvariëteit, gebruikt voor het brouwen van bier.
Deze hopvariëteit is een “aromahop”, bij het bierbrouwen voornamelijk gebruikt vanwege zijn aromatische eigenschappen. Deze triploïde soort werd ontwikkeld in de Verenigde Staten en op de markt gebracht in 1993. Crystal is een kruising tussen de Duitse hopvariëteit Hallertau Hersbrucker en de variëteiten Cascade, Brewer's Gold en Early Green.

## Kenmerken
- Alfazuur: 3,5 – 5,5%
- Bètazuur: 4,5 – 6,5%
- Eigenschappen: